# Хучжи
Хучжи (护指 «защита пальцев»; 指甲套 zhijiatao «покрытие ногтей») — китайские ювелирные украшения, защитные футляры-напальчники для длинных ногтей.

## Описание
Футляры на ногти изготавливались из драгоценных материалов — золото, серебро, нефрит, панцирь черепахи, медь, эмаль и т. д., они украшались гравировкой, инкрустацией и другими декоративными приемами. Размер узоров уменьшался от основания к кончикам пальцев. Задняя часть обычно была ажурной, для комфорта владельца.
Могли быть для всех 10 пальцев, но обычно набор был меньше — 2 штуки для безымянного пальца и мизинца одной или двух рук.
Узоры традиционные — драконы, фениксы, цветы и проч. Во времена династии Цин интеграция маньчжурской и ханьской культур привели к интеграции «благоприятных» узоров во дворце с традиционными узорами Центральных равнин. Узоры в основном состояли из благоприятных изображений, выражающих пожелание «богатства, счастья и долголетия».
Ставшие популярными в 17 веке, по мере хода времени они становились все более роскошными, а длина их увеличивалась. Самый длинный из сохранившихся достиг 15 см.

## История
В эпоху династии Шан возникли «медиаторы» для игры на музыкальных инструментах — «перебиратель цань», который потом эволюционировал в напальчник. Предполагается, что он стал предком худжи.
Согласно книге «Хань Фэйцзы», в период Воюющих царств все придворные вокруг ханьского правителя Чжаохоу носили длинные чехлы для ногтей. Самые ранние сохранившиеся хучжи — золотой комплект времен династии Хань, найденный в Лаохэшэне, провинция Цзилинь. Он сделан из тонких золотых листов, скрученных и вытянутых вверх в форме спирали. Толщину и длину можно регулировать.
В период династии Цин (1644—1912) они достигли максимальной популярности, хотя при дворе распространились раньше, видимо, в династию Мин.
В первую очередь они были аксессуарами женщин императорского двора.
Сохранилось множество комплектов, передававшихся по наследству со времен Цин, которые могут быть связаны с парадным платьем маньчжурских женщин.
В восьмой главе «Сна в красном тереме» записано: «Цзя Лянь увидел Мяокуна… с двумя серебряными ногтями на пальцах». В «Воспоминаниях башни Сянвань» Чэнь Пэйчжи из династии Цин писал, что у его покойной жены Цзы Цзи «ногти были длиной в несколько дюймов… Всякий раз, когда она что-то делала, она использовала золотые ногти, чтобы защитить их». «Серебряные ногти» и «золотые ногти», упомянутые в тексте, относятся к упомянутым футлярам.
Хун Жэньгань, лидер восстания тайпинов против правления Цин в середине XIX века, в своем эссе «Новый трактат о вспомогательных средствах для управления» критиковал одержимость длинными ногтями как «экстравагантную и беспутную».
Одной из самых знаменитых обладателей хучжи была императрица Цыси, тратившая на свои ногти огромные суммы.
Вышли из моды после Китайской революции, с падением империи в 1911 году.

## Концепция
Отращивание длинных ногтей было важным для китайской аристократической эстетики.
В аграрном обществе длинные ногти означали, что человеку не нужно было работать в поле, что символизировало оторванность от физического производства и, таким образом, становилось отличительным признаком высшего класса.
В «Книге сыновней почтительности» говорится: «Тело, волосы и кожа даны родителями. Не смей повреждать их. Это начало сыновней почтительности». Забота о теле считается началом сыновней почтительности в конфуцианской культуре. Как часть тела, ногти естественным образом включены в эту этическую систему. Корень древнего обычая отращивать ногти исходит из этой концепции.